# Novhorod-Siverskyï
Pour les articles homonymes, voir Novhorod (homonymie).
Novhorod-Siverskyï (en ukrainien : Новгород-Сіверський) ou Novgorod-Severski (en russe : Новгород-Северский) est une ville historique de l'oblast de Tchernihiv, en Ukraine, et le centre administratif du raïon de Novhorod-Siverskyï. Sa population s'élevait à 12 375 habitants en 2022.

## Géographie
Novhorod-Siverskyï est située sur la rive de la rivière Desna, à 147 km au nord-est de Tchernihiv et à 259 km au nord-est de Kiev. La frontière russe est située à environ 40 km au nord.

## Histoire
La ville est mentionnée pour la première fois en 1044.  L'une des nombreuses campagnes des princes locaux contre les Cumans et le cadre d une des premières chroniques slave orientale, le Dit de la campagne d'Igor. À partir de 1098, elle fut la capitale de la Principauté de Sévérie, qui servit de zone tampon contre les incursions des Cumans (Polovtsy) et d'autres peuples des steppes.
La ville fut de 1044 à 1523 la capitale de la principauté de Sévérie — d'où son nom qui signifie « la sévérienne » —, un apanage des princes de Kiev.
Souvent prise par les Tartares, les Lituaniens et les Polonais, elle fut réunie à la Russie en 1618, par le traité de Déoulina. La ville fut le centre du  cercle Novgorod-Siversky d'indépendantiste et nationalistes ukrainiens du XVIIIe siècle.
La ville est prise par les forces russes lors de Invasion de l'Ukraine par la Russie en 2022.[réf. nécessaire]

## Population
Recensements (*) ou estimations de la population :
| 1897* | 1923*  | 1926* | 1939*  | 1959*  | 1970*  |
| ----- | ------ | ----- | ------ | ------ | ------ |
| 9 182 | 10 374 | 9 145 | 11 467 | 11 249 | 12 992 |

| 1979*  | 1989*  | 2001*  | 2012   | 2013   | 2014   |
| ------ | ------ | ------ | ------ | ------ | ------ |
| 14 534 | 15 377 | 15 175 | 13 911 | 13 791 | 13 753 |

| 2022   | - | - | - | - | - |
| ------ | - | - | - | - | - |
| 12 375 | - | - | - | - | - |

## Personnalités liées à la ville
Personnalités nées à Novhorod-Siverskyï :
- Zino Davidoff (1906-1994), négociant de cigares suisse, fondateur de Zino Davidoff Group ;
- Igor Sviatoslavitch (1151-1202), prince slave ;
- Sigismond Korybut (1395-1435), duc de la dynastie gédiminide.

Personnalités mortes à Novhorod-Siverskyï :
- Ivan Bohun (mort en 1664), colonel cosaque ukrainien.